# Рашидов Гаджимурад Газігандович
Гаджимурад Газігандович Рашидов (рос. Гаджимурад Газигандович Рашидов; нар. 30 жовтня 1995, село Ленінкент, Карабудахкентський район, Дагестан) — російський борець вільного стилю, чемпіон та дворазовий срібний призер чемпіонатів світу, дворазовий чемпіон Європи, володар та срібний призер Кубку світу, бронзовий призер Олімпійських ігор. Майстер спорту міжнародного класу з вільної боротьби.

## Життєпис
Гаджимурад Рашидов став борцем завдяки батькові Газіганду Рашидову. Коли Гаджимураду було шість років, батько, постеливши в будинку на підлозі старі матраци, став навчати його зі старшим братом Шамілєм боротьбі. Коли хлопцеві виповнилося вісім років, вони з братом записалися в сільську спортшколу. У батька був бізнес — машини для перевезення вантажів. Щоб сини мали можливість тренуватися і їздити на змагання, він його продав. У 2011 році Гаджимурад перебрався в Каспійськ, а на тренування їздив в махачкалінську школу імені Г. Гамідова. На ці поїздки йшло багато часу, і, коли в Каспійську відкрилася школа імені Курамагомеда Курамагомедова, він став її відвідувати. Перший серйозний успіх прийшов до Гаджимурада у 2011 році, коли він виграв чемпіонат світу серед кадетів. Наступного року на цих же змаганнях він знову став чемпіоном. Повторити цей успіх на юніорському рівні не вдалося. У 2014 та 2015 роках на чемпіонатах світу серед юніорів він здобував лише бронзові нагороди. У 2017 році став чемпіоном Європи у віковій групі до 23 років.
У першій збірній команді Росії з 2016 року.
Виступає за борцівський клуб Курамагомеда Курамагомедова, Каспійськ. Чемпіон Росії 2017, 2019, 2020 та 2021 років. Бронзовий призер чемпіонату Росії 2015 року.
Студент факультету фізичної культури і спорту Дагестанського державного педагогічного університету.

## Спортивні результати на міжнародних змаганнях

### Виступи на Олімпіадах
| Змагання                    | Збірна                     | Вагова категорія          | Місце  |
| --------------------------- | -------------------------- | ------------------------- | ------ |
| Літні Олімпійські ігри 2020 | Олімпійський комітет Росії | вільна боротьба, до 65 кг | Бронза |

### Виступи на Чемпіонатах світу
| Змагання                        | Збірна | Вагова категорія          | Місце  |
| ------------------------------- | ------ | ------------------------- | ------ |
| Чемпіонат світу з боротьби 2017 | Росія  | вільна боротьба, до 61 кг | Срібло |
| Чемпіонат світу з боротьби 2018 | Росія  | вільна боротьба, до 61 кг | Срібло |
| Чемпіонат світу з боротьби 2019 | Росія  | вільна боротьба, до 65 кг | Золото |

### Виступи на Чемпіонатах Європи
| Змагання                         | Збірна | Вагова категорія          | Місце  |
| -------------------------------- | ------ | ------------------------- | ------ |
| Чемпіонат Європи з боротьби 2016 | Росія  | вільна боротьба, до 57 кг | Золото |
| Чемпіонат Європи з боротьби 2018 | Росія  | вільна боротьба, до 61 кг | Золото |

### Виступи на Кубках світу
| Змагання                    | Збірна | Вагова категорія          | Місце  |
| --------------------------- | ------ | ------------------------- | ------ |
| Кубок світу з боротьби 2016 | Росія  | вільна боротьба, до 57 кг | Срібло |
| Кубок світу з боротьби 2019 | Росія  | команда                   | Золото |
| Кубок світу з боротьби 2020 | Росія  | вільна боротьба, до 65 кг | 15     |

### Виступи на інших змаганнях
| Змагання                                   | Збірна | Вагова категорія          | Місце  |
| ------------------------------------------ | ------ | ------------------------- | ------ |
| Турнір Алі Алієва 2012                     | Росія  | вільна боротьба, до 55 кг | Бронза |
| Турнір Алі Алієва 2014                     | Росія  | вільна боротьба, до 61 кг | 15     |
| Гран-прі «Іван Яригін» 2015                | Росія  | вільна боротьба, до 61 кг | 5      |
| Чемпіонат Росії з вільної боротьби 2015    | Росія  | вільна боротьба, до 61 кг | Бронза |
| Гран-прі «Іван Яригін» 2016                | Росія  | вільна боротьба, до 57 кг | Бронза |
| Гран-прі «Іван Яригін» 2017                | Росія  | вільна боротьба, до 61 кг | Срібло |
| Чемпіонат Росії з вільної боротьби 2017    | Росія  | вільна боротьба, до 61 кг | Золото |
| Гран-прі «Іван Яригін» 2018                | Росія  | вільна боротьба, до 61 кг | Золото |
| Турнір Дана Колова — Николи Петрова 2018   | Росія  | вільна боротьба, до 65 кг | Золото |
| Відкритий чемпіонат Польщі з боротьби 2018 | Росія  | вільна боротьба, до 61 кг | Золото |
| Гран-прі «Іван Яригін» 2019                | Росія  | вільна боротьба, до 65 кг | Бронза |
| Чемпіонат Росії з вільної боротьби 2019    | Росія  | вільна боротьба, до 65 кг | Золото |
| Всесвітні ігри військовослужбовців 2019    | Росія  | вільна боротьба, до 65 кг | Золото |
| Чемпіонат Росії з вільної боротьби 2020    | Росія  | вільна боротьба, до 65 кг | Золото |
| Чемпіонат Росії з вільної боротьби 2021    | Росія  | вільна боротьба, до 65 кг | Золото |
| Турнір міста Сассарі з боротьби 2021       | Росія  | вільна боротьба, до 70 кг | Золото |

### Виступи на змаганнях молодших вікових груп
| Змагання                                      | Збірна | Вагова категорія          | Місце  |
| --------------------------------------------- | ------ | ------------------------- | ------ |
| Чемпіонат світу з боротьби серед кадетів 2011 | Росія  | вільна боротьба, до 50 кг | Золото |
| Чемпіонат світу з боротьби серед кадетів 2012 | Росія  | вільна боротьба, до 54 кг | Золото |
| Чемпіонат світу з боротьби серед юніорів 2014 | Росія  | вільна боротьба, до 60 кг | Бронза |
| Чемпіонат світу з боротьби серед юніорів 2015 | Росія  | вільна боротьба, до 60 кг | Бронза |
| Чемпіонат Європи з боротьби до 23 років 2017  | Росія  | вільна боротьба, до 61 кг | Золото |